# Aquaman
Aquaman is een superheld uit de strips van DC Comics. Hij werd bedacht door Paul Norris en Mort Weisinger, en maakte zijn debuut in More Fun Comics nr. 73 (november 1941). Aanvankelijk was hij een bijfiguur, maar al snel kreeg hij zijn eigen strip. In de Silver Age-periode was hij een van de medeoprichters van de Justice League. De geanimeerde verschijning uit de jaren 60 liet lange tijd een grote indruk achter, waardoor Aquaman een van de herkenbaarste superhelden werd.

## Golden Age
In zijn debuutverhaal vertelde Aquaman zijn oorsprong middels een flashback. Aquamans vader was een bekende zeeman die na de dood van zijn vrouw met zijn nog jonge zoon de zee op ging. Hij ontdekte de verzonken stad Atlantis, en maakte een onderwaterbasis om de stad uitvoerig te bestuderen. Doordat Aquaman zo jarenlang onder water leefde, leerde hij zich aan te passen aan het leven in de zee.
De Golden Age Aquaman kon onder water ademen en had bovenmenselijke kracht waarmee hij razendsnel kon zwemmen. Hij kon tevens communiceren met zeeleven. Vrijwel elk zeewezen gehoorzaamde hem. Zijn thuisbasis was een tempel in Atlantis.
Gedurende de Tweede Wereldoorlog vocht Aquaman tegen de nazi’s. Verder waren zijn tegenstanders zeecriminelen.

## Silver Age
In 1959, de Silver Age van de strips, onderging Aquaman grote veranderingen. Er werd gesteld dat de Golden Age Aquaman en de Silver Age Aquaman verschillende personages waren, die leefden in verschillende parallelle universums.
De Silver Age Aquaman maakte zijn debuut in Adventure Comics nr. 260 (mei 1959). Deze Aquaman was de zoon van Tom Curry, een vuurtorenwachter, en Atlanna, een Atlanteaanse. Door zijn Atlanteaanse afkomst beschikte Aquaman reeds op jonge leeftijd over bovennatuurlijke gaven zoals de gave om onderwater te leven, communicatie met zeeleven en een bovenmenselijk zwemtalent. Aanvankelijk gebruikte hij zijn krachten om een held genaamd "Aquaboy" te worden, maar later veranderde hij dit naar Aquaman.
In Aquaman nr. 29 werd onthuld dat na Atlanna’s dood Tom Curry hertrouwde met een mens. Samen kregen ze nog een zoon, Orm, Aquamans halfbroer. Orm was een probleemjongere en groeide later op tot Aquamans aartsvijand Ocean Master.
Aquaman was een van de oprichters van de Justice League of America. Zijn krachten ontwikkelden zich verder zodat hij nu telepathisch al het zeeleven kon oproepen. Maar ook zijn afhankelijkheid van water nam toe: als hij niet minimaal een keer per uur in het water ging zou hij enorm verzwakken en zelfs sterven.
In Adventure Comics nr. 269 (Feb 1960) kreeg Aquaman een helper genaamd Aqualad, een wees uit Atlantis. Aquaman ontmoette de andere Atlanteanen en werd hun bondgenoot. Hij werd erkend als de zoon van Atlanna, en uiteindelijk zelfs tot koning benoemd. Na deze benoeming begon Aquaman langzaam de Atlanteaanse gemeenschap bekend te maken bij de bovenwereld.

## Moderne tijd
Na het verhaal Crisis on Infinite Earths ondergingen veel personages van DC Comics wederom grote aanpassingen. Ook Aquaman werd veranderd.
In deze nieuwe versie was Aquaman in werkelijkheid Orin, de zoon van koningin Atlanna en de mysterieuze tovenaar Atlan. Vanwege zijn blonde haar geloofden de bijgelovige Atlanteanen dat Orin vervloekt was. Als kind werd Orin verbannen en groeide alleen op in de wildernis van de oceaan. Hij werd uiteindelijk gevonden door een vuurtorenwachter die hem Arthur Curry noemde.
In zijn tienertijd reisde Orin naar de noordpool, waar hij verliefd werd op een Inupiaqmeisje. Hij ontmoette hier tevens Orm, zijn halfbroer. Orm verdreef Orin van de Inupiaqstam.
Eenmaal volwassen nam Orin de naam Aquaman aan, en werd een van de vele helden die rond die tijd opdoken. Hij vond tevens de Atlanteaanse stad Poseidonis, waar hij al gauw werd herkend als de zoon van Atlanna. Hij werd later tot koning gekroond, en trouwde met de Atlanteaanse Mera.
In de Aquaman serie die liep van december 1991 tot december 1992 werd Aquaman de Atlanteaanse vertegenwoordiger bij de Verenigde Naties. Hij bleef een superheld, en werd wederom lid van de Justice League.
In Aquaman nr. 2 (Sep 1994) verloor Aquaman zijn linkerhand. Hij verving zijn hand door een harpoen. Tevens veranderde hij de rest van zijn uiterlijk: zo nam hij een ander uniform en liet een baard staan. Na de vernietiging van de harpoen, verving Aquaman zijn linkerhand door een cybernetische harpoen van S.T.A.R. Labs.
Aquaman bleef nog lange tijd lid van de Justice League. Hij koos tevens een nieuwe helper, Lorena, die later bekend kwam te staan als Aquagirl.
In recente strips veranderde Aquaman zijn uiterlijk weer naar hoe hij er traditioneel uitzag. Toen de onderwaterstad Sub Diego vernietigd dreigde te worden, gebruikte Aquaman een ritueel om de stad aan land te brengen. Het ritueel veranderde hem echter in de “Dweller of the Depths”, en hij verloor zijn herinneringen aan zijn leven als Aquaman.

## Arthur Joseph Curry
Arthur Joseph Curry is de tweede en huidige held met de naam Aquaman. Hij werd bedacht door Kurt Busiek en Butch Guice, en maakte zijn debuut in Aquaman: Sword of Atlantis nr. 40 (mei 2006).
Als onderdeel van DC Comics' "One Year Later" verhaallijn werd Aquamans serie hernoemd tot Aquaman: Sword of Atlantis in mei 2006. In deze nieuwe serie speelde een nieuw personage de hoofdrol.
Arthur Curry’s oorsprong lijkt sterk op die van de Golden Age Aquaman. Arthur werd veel te vroeg geboren. Zijn moeder stierf bij zijn geboorte, en om Arthur te redden gaf zijn vader hem een mutageenserum. Dit serum hield hem in leven, maar maakte dat hij alleen nog onder water kon leven. Hij bracht zijn hele jeugd door in een tank.
Terwijl hij wachtte op transport naar Miami, Florida werd de tank door een storm vernield en werd Arthur de zee in gespoeld. Daar ontmoette hij de mysterieuze "Dweller of the Depths", een misvormde humanoïde met tentakels in plaats van haar. De Dweller zag Arthur aan voor Aquaman, en vroeg hem om King Shark te helpen.
Op zijn eerste reis ontmoette Arthur veel van Aquamans bijpersonages zoals Mera, de Sea Devils, Vulko, en zelfs Ocean Master. Gedurende dit avontuur besefte de Dweller dat hij zelf de originele Aquaman was, hoewel hij zich hier niets van kon herinneren.
Arthur nam al snel de identiteit van Aquaman aan. Hij kreeg tevens te horen dat de originele Aquaman deels verantwoordelijk was voor zijn creatie. Hij gaf Arthurs vader het water dat nodig was voor het mutageenserum. Toen Orin veranderde in de Dweller, ging een deel van zijn ziel over in Arthur.
Arthur werd door Batman beschouwd als mogelijk lid voor de nieuwe Outsiders.

## Krachten en vaardigheden

### Orin
Aquaman heeft verschillende krachten, waarvan de meeste te maken hebben met zijn band met het water. Hij kan onder water ademen, en de druk en kou van grote diepten weerstaan. Dit geeft hem tevens bovenmenselijke kracht en uithoudingsvermogen. Hij kan met enorme snelheid zwemmen, in een vrijwel geheel duistere omgeving zien, en heeft bovenmenselijk gehoor.
Aquaman is vooral bekend om zijn gave om met zeeleven te praten. Aanvankelijk kon hij dit alleen met zeeleven dat dichtbij was, maar later kreeg hij het vermogen om telepathisch wezens van ver af op te roepen. Niet alle zeewezens gehoorzamen hem. Aquaman kan met zijn telepathie tevens gedachten lezen.
Na zijn hand te hebben verloren verving Aquaman deze door een cybernetische harpoen, die reageert op zijn gedachten. De harpoen kan worden afgevuurd. Later kreeg Aquaman een magische hand van de Lady of the Lake. Van deze hand kon Aquaman de dichtheid veranderen, van enorm hard tot vloeibaar.

### Arthur Joseph
De nieuwe Aquaman lijkt fysiek sterk op de originele Aquaman. Net als de Golden Age Aquaman kan hij niet te lang buiten het water leven. Hij kan eveneens met zeeleven praten, zelfs deels met zeeleven dat geen eigen bewustzijn heeft.

## In andere media
- In 1967 kreeg Aquaman zijn eigen animatieserie, als onderdeel van de The Superman/Aquaman Hour of Adventure.
- Aquaman was een vast personage in de Super Friends-series.
- Aquaman had een gastoptreden in Superman: The Animated Series. Hij was gebaseerd op zijn traditionele uiterlijk.
- Aquaman deed tevens mee in de series Justice League en Justice League Unlimited. In deze series was hij gebaseerd op zijn meer moderne uiterlijk, met een baard en een harpoen als linkerhand.
- Aquaman had een gastoptreden in de serie The Batman.
- Aquaman werd gespeeld door Alan Ritchson in de serie Smallville.
- Aquaman speelt mee in de animatiefilm Justice League: The New Frontier uit 2008.
- In de HBO-serie Entourage werd in seizoen 2 een fictionele verfilming gemaakt van Aquaman, met in de hoofdrol Vincent Chase (gespeeld door Adrien Grenier) als Aquaman. Deze fictieve verfilming had James Cameron als regisseur, die ook zichzelf speelde in Entourage.
- Aquaman werd gespeeld door Jason Momoa in het DC Extended Universe, in de films: Batman v Superman: Dawn of Justice, Justice League, Zack Snyder's Justice League, The Flash en als hoofdrol in zijn eigen solo film Aquaman. Ook verscheen Momoa als cameo in de rol Aquaman in de laatste aflevering van de televisieserie Peacemaker.
- Aquaman speelt mee in de animatiefilm DC League of Super-Pets uit 2022, waarin hij werd ingesproken door Jemaine Clement.